# Siedlisko (powiat braniewski)
Siedlisko (niem. Einsiedel) – wieś w Polsce, w województwie warmińsko-mazurskim, w powiecie braniewskim, w gminie Braniewo, przy drodze krajowej nr 54.
Do 2023 miejscowość była kolonią wsi Rusy.
W latach 1975–1998 kolonia administracyjnie należała do województwa elbląskiego.

## Historia

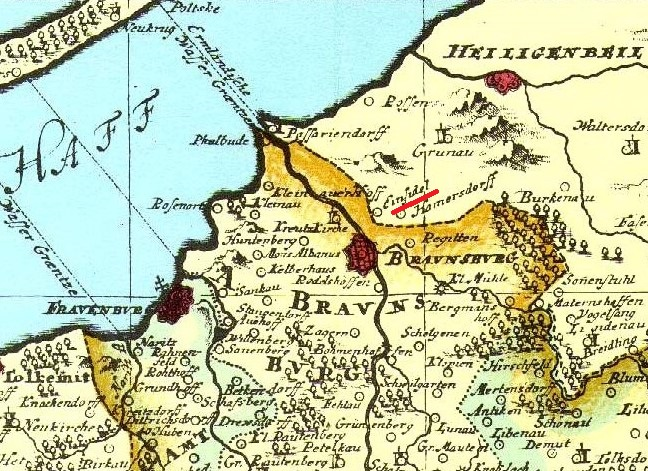
Einsiedel na mapie Świętej Warmii (1755)

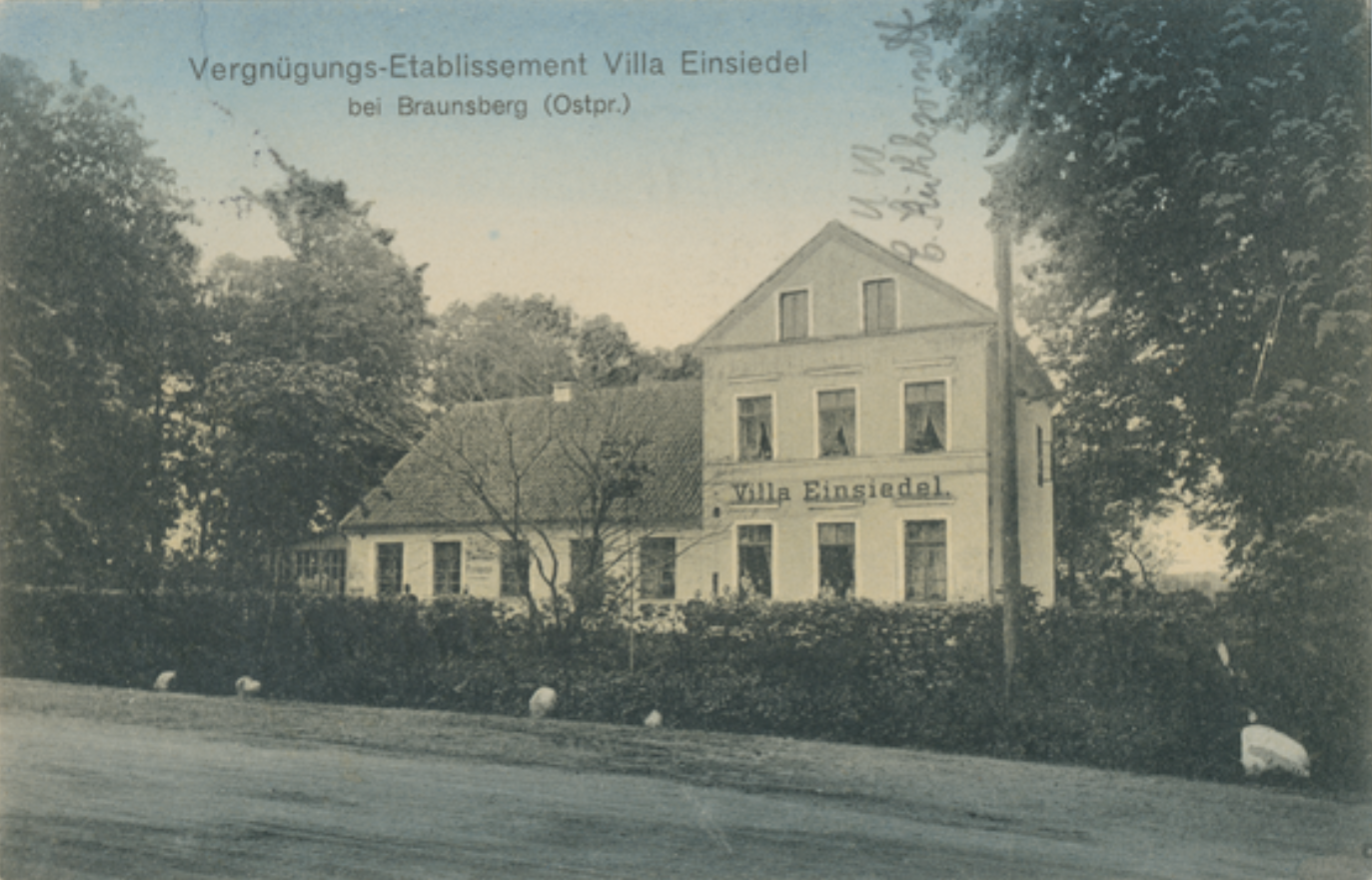
Willa "Einsiedel"

Pierwsza wzmianka o miejscowości pojawia się w roku 1330 w związku z przebiegającym przez miejscowość traktem wiodącym do Królewca. Miejsce to było nieprzypadkowe – przebiegała tu granica Prus Dolnych i Warmii. W czasach państwa zakonu krzyżackiego znajdowała się w tym miejscu przygraniczna strażnica, później zakonny zajazd i znana karczma, aby służyć gościom zakonnym oraz kupcom, gdyż tuż za granicą znajdowało się Braniewo – w średniowieczu największe miasto Warmii, a dodatkowo dla kupców ważny ośrodek handlowy Warmii z własnym portem. Siedlisko było ostatnią przygraniczną karczmą dla kupców i innych podróżnych przybywających z północy.
Pierwszy kamienny bruk położono w miejscowości już w roku 1331. Jego powstanie wiąże się ze szczególnymi okolicznościami. Otóż w kościele parafialnym w Mamonowie doszło do zamordowania w obecności licznych świadków szanowanego obywatela Johannesa von Kolberg. 5 grudnia 1330 wydano wyrok, w którym sprawca musiał rodzinie zabitego zapłacić 160 grzywien, a ponadto między innymi ojciec mordercy i jego spadkobiercy musieli wybudować z kamieni odcinek drogi publicznej o długości 2 sznurów mierniczych (Meßseile), czyli ok. 75 metrów, łączącej Siedlisko i Braniewo. I w ten sposób droga w tym miejscu została utwardzona już w 1331 roku. Była to prawdopodobnie pierwsza kamienna droga na całym odcinku Braniewo-Królewiec.
Linia graniczna państwa zakonu krzyżackiego przecinała drogę za dworem w Siedlisku i była kilkakrotnie korygowana. W dniach 19–20 października 1372 w sprawie ustalenia przebiegu granicy zebrała się na obrady w Siedlisku dwustronna komisja warmińsko-krzyżacka. Dwór w Siedlisku musiał być na tyle obszerny, że mógł pomieścić wielu znacznych gości. Komisja porównała dokument z 27 grudnia 1254 o wyborze 1/3 diecezji przez pierwszego biskupa warmińskiego Anzelma i wytyczeniu granic oraz zatwierdzający przez papieża Aleksandra IV dokument z 10 marca 1255 roku, stwierdzając, że nie są spójne w treści. Ostatecznym efektem prac komisji było ustalenie faktycznej granicy, co nastąpiło w 1375 r. za zgodą papieża Grzegorza XI. Taka granica państwowa przetrwała do 1772 r., po I rozbiorze Polski i włączeniu Warmii do Prus stanowiła już tylko granicę powiatów braniewskiego i świętomiejskiego.
W Siedlisku przebywali także inni znamienici goście, a nawet Wielcy Mistrzowie i inni krzyżaccy urzędnicy, o czym świadczy zakonna korespondencja adresowana z Siedliska w latach 1388–1514. Karczma w Siedlisku pozostawała solą w oku braniewian, co potwierdzają skargi składane w Braniewie na konkurencję. Uważano, że karczma „zum Einsiedel” ze względu na dobrą lokalizację przy drodze krajowej przynosiła właścicielom znaczne dochody oraz że umiejszała dochody karczmy Nowego Miasta, datowanej od 1427 roku, znanej jako Niederkrug, później Schwarzer Adler.

## Toponimia
W średniowieczu osada pojawia się w roku 1330 pod nazwą Heremita (pustelnik). Nazwa łacińska curia eremitae pojawia się w dokumentach z lat 1373, 1374, 1388 i następnych. Dwór prawdopodobnie zawdzięczał swoją nazwę ówczesnej odseparowanej od miasta lokalizacji, przypominającej położeniem na uboczu pustelnię eremity, mimo że niedaleko były lokowane Braniewo (1284), Rogity (1291), Rusy, Mamonowo (1301) czy Gronowo (1331). Polską nazwę Siedlisko wprowadzono Rozporządzeniem Ministrów Administracji Publicznej i Ziem Odzyskanych z dnia 1 października 1948 r. o przywróceniu i ustaleniu urzędowych nazw miejscowości. Nawiązuje ona po części do swoich historycznych korzeni. Cząstka -siedel wiąże się znaczeniowo z polską nazwą Siedlisko.